# ファミリー (テレビドラマ)
『ファミリー』は、1999年7月19日にTBSの月曜ドラマスペシャルで放送されていたドラマである。真夏の恐怖劇場シリーズ2作目。原作は森村誠一の同名作品。

## 出演者
- 羽室弓子：とよた真帆
- 羽室裕也：石黒賢
- 笹岡美津子：長田江身子
- シイバ・ミチオ：小沢和義
- 福井の妻：児島美ゆき
- 弓子の母：中原早苗
- 羽室睦子：桜井明美
- 羽室一直：草野康太
- 沖野家の娘：長曽我部蓉子
- 羽室徹三：穂積隆信
- 福井ショウジ：なべおさみ
- 羽室テツタロウ：藤木悠
- 沖野優子：根岸季衣
- 羽室繁子：鰐淵晴子
- 案内人：岸田今日子